# Nya Zeelands monarki
Nya Zeeland är en suverän stat och konstitutionell monarki som är i personalunion med Storbritannien och 13 andra suveräna stater (samväldesriken). Samma person som är Storbritanniens monark är därför också Nya Zeelands monark. Den nyzeeländska kronan är dock ett ämbete för sig och den regerande monarken får inte överlägga med sina andra regeringar i inhemskt nyzeeländska frågor. Den brittiska tronföljden gäller även för Nya Zeeland och de andra samväldesrikena.
Kung Charles III är sedan den 9 september 2022 Nya Zeelands kung (King of New Zealand, Te Kīngi o Aotearoa).

## Roll
Den nyzeländska staten bidrar inte till monarkens apanage och levnadskostnader, bortsett från då denne befinner sig inom landets gränser eller då denne utför representation för enbart Nya Zeelands räkning utomlands.
Dennes personliga representant i landet är Nya Zeelands generalguvernör (Governor-General of New Zealand), som utses av monarken på förslag av Nya Zeelands premiärminister. Generalguvernören fullgör de flesta av monarkens ämbetsuppgifter och kan då landets de jure statschef är bosatt utomlands sägas vara landets de facto statschef.
Monarken kan fullgöra samtliga ämbetsuppgifter som normalt tillkommer generalguvernören.